# Damien Boudjemaa
Damien Boudjemaa (* 7. června 1985, Paříž) je francouzský fotbalový záložník alžírského původu, od roku 2016 hraje za rumunský klub FC Astra Giurgiu. V zahraničí působil v Rumunsku a ČR.

## Klubová kariéra
Boudjema má francouzský i alžírský pas. Ve Francii hrál na amatérské úrovni za pařížský klub UJA Alfortville (přesným názvem UJA Maccabi Paris), ještě předtím začal s fotbalem v malém městě Montreuil poblíž Paříže. S Alfortville zažil postupy ze sedmé francouzské ligy až do třetí.

### FC Petrolul Ploiești
V lednu 2012 jej angažoval rumunský klub FC Petrolul Ploiești, kde podepsal první profesionální smlouvu a stal se zde klíčovým hráčem. S klubem v sezoně 2012/13 vyhrál rumunský fotbalový pohár po finálové výhře 1:0 nad CFR Cluj.

### SK Slavia Praha
V zimní ligové přestávce sezony 2013/14 se o něj zajímal klub SK Slavia Praha. Boudjemaa měl v Ploiești smlouvu do konce sezony 2013/14, ale klub přistoupil k jeho prodeji, aby v létě 2014 neodešel zadarmo. Začátkem února podepsal smlouvu se Slavií Praha na 2½ roku. Ve svém prvním soutěžním zápase za Slavii 22. února 2014 v ligovém střetnutí proti SK Sigma Olomouc vstřelil gól, nicméně pražský tým utrpěl debakl 1:5. Po sezóně 2014/15 ve Slavii skončil, kvůli dlužné částce 400 000 Kč vypověděl smlouvu, která mu ve Slavii platila do června 2016.